# Malleville-sur-le-Bec
 Malleville-sur-le-Bec  ist eine französische Gemeinde mit 269 Einwohnern (Stand 1. Januar 2022) im Département Eure in der Region Normandie.

## Bevölkerungsentwicklung
| Jahr                       | 1962 | 1968 | 1975 | 1982 | 1990 | 1999 | 2009 | 2017 |
| Einwohner                  | 170  | 167  | 157  | 156  | 163  | 164  | 218  | 261  |
| Quellen: Cassini und INSEE |      |      |      |      |      |      |      |      |

## Sehenswürdigkeiten

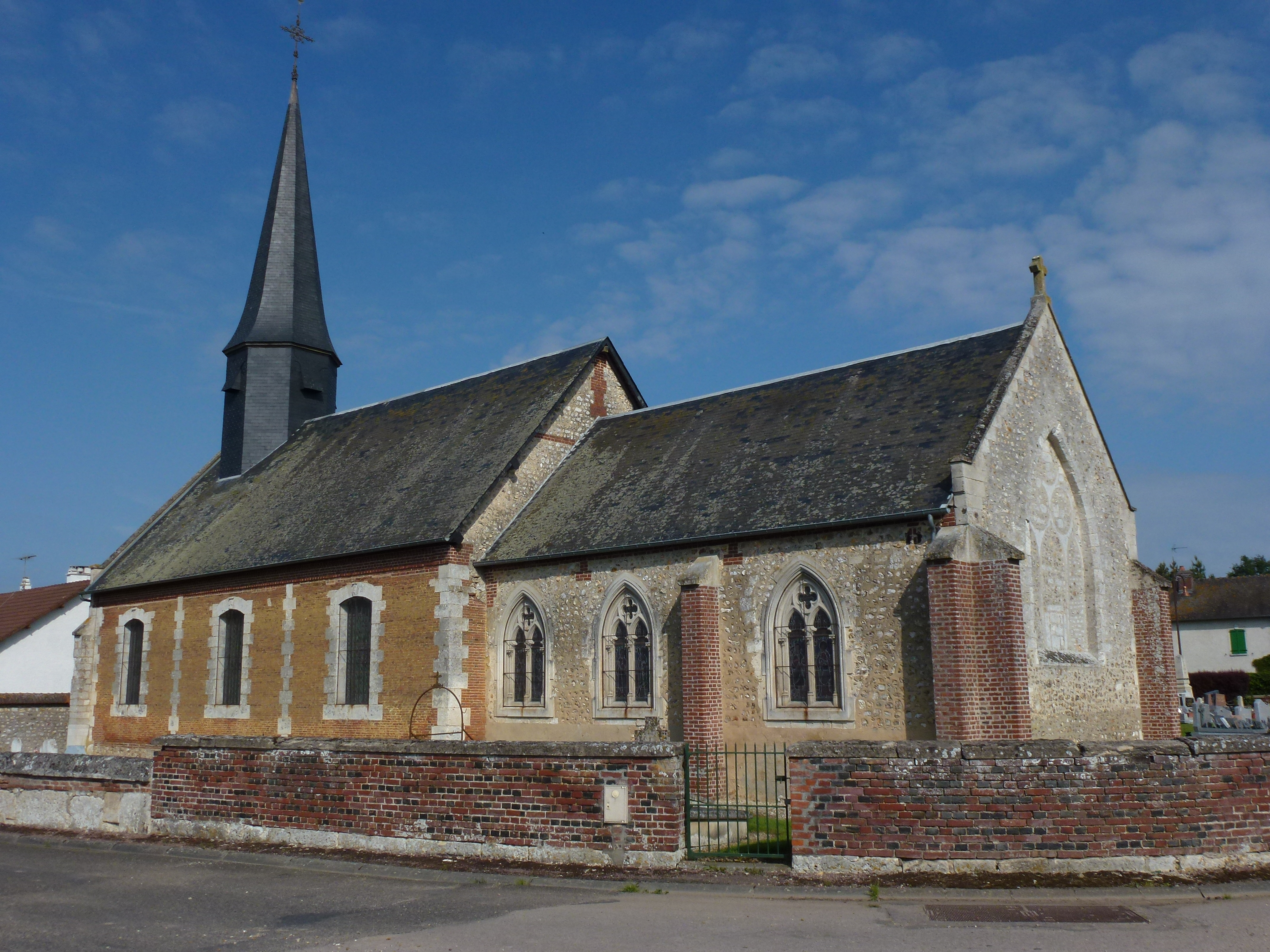
Kirche Saint-Martin

Die Kirche Saint-Martin stammt in Teilen aus dem 11. Jahrhundert.